# Беркај Омер Огретир
Беркај Омер Огретир (тур. Berkay Ömer Öğretir; Бурса, 16. фебруар 1998) турски је пливач чија специјалност су трке прсним стилом.

## Спортска каријера
На међународној сцени је присутан од 2017. и европског првенства у малим базенима које је те године одржано у Копенхагену. Први запаженији успех остварио је на Медитеранским играма у Тарагони 2018. где је освојио две бронзане медаље, у тркама на 100 прсно и 4×100 мешовито. Исте године учествовао је и на светском првенству у малим базенима у Хангџоуу где је у квалификацијама трке на 200 прсно испливао лични рекорд (заузевши укупно 25. место).   
На светским првенствима је дебитовао у корејском Квангџуу 2019, где се такмичио у укупно 4 дисциплине. У трци на 100 прсно заузео је 22, а на 200 прсно 31. место у квалификацијама. Пливао је и у квалификацијама обе штафетне трке на 4×100 мешовито.